# Julius Nepos
Julius Nepos (en latin : Flavius Iulius Nepos Augustus ; vers 430-480) est empereur romain d'Occident du 24 juin 474 au 28 août 475.

## Biographie
Neveu du comte Marcellinus, tué en Sicile en 468 et neveu par alliance de l’impératrice Ælia Verina, épouse de Léon Ier, l’empereur d’Orient, Julius Nepos lui succède et gouverne la Dalmatie à Salone pour le compte de l’Empire romain.
En début février 474, l’empereur d’Orient Zénon le nomme césar, pour l’Occident, avec mission de renverser Glycérius, considéré comme illégitime par Zénon. Nepos débarque à Ravenne, poursuit et capture Glycérius au voisinage de Rome, le fait tonsurer et nommer évêque. Jules Nepos n'est alors que César. Comme le font souvent les armées menées au succès, la sienne le proclame Auguste et empereur d’Occident le lundi 24 juin 474. Avant-dernier empereur romain d’Occident, il est néanmoins le dernier à avoir été reconnu par l’Empire romain d'Orient.
Mais Nepos manque de soutiens en Occident et est mal vu des Romains qui n’apprécient pas ce Grec à la solde de Zénon. En Gaule, Euric, roi des Wisigoths, poursuit son expansion en commençant la conquête de l’Auvergne. Nepos, dans sa recherche d’appuis, soutient le héros de la résistance arverne, Ecdicius, beau-frère de Sidoine Apollinaire, et le nomme magister militum. Mais en 475, Nepos doit conclure un traité par lequel il reconnaît l’autorité d'Euric sur l’Espagne et sur la Gaule jusqu’au Rhône et à la Loire, lui cédant l’Auvergne en échange de la paix en Provence.
Nepos ordonne à son général Flavius Oreste de revenir de Gaule en Italie. Oreste en profite pour renverser Nepos le 28 août 475. Nepos ne peut attendre aucun secours de Constantinople, en proie aux révolutions de palais de 475 et 476 ; il rembarque précipitamment et retourne en Dalmatie.
En 477, après la destitution de Romulus Augustule par Odoacre, Nepos sollicite l’aide de Zénon pour récupérer son trône à Ravenne, mais Zénon, aux prises avec les Ostrogoths, ne peut le soutenir. Il se contente de demander à Odoacre, qui a également envoyé une ambassade, de reconnaître Nepos comme empereur. C'est Odoacre qui dirige alors l'Italie, avec le titre de patrice reconnu par Constantinople ; il frappe monnaie au nom de Nepos, qui reste cependant exilé en Dalmatie.
Nepos est assassiné par Ovida le 9 mai 480 près de Salone, probablement dans le palais de Dioclétien, à l’instigation de Glycérius qui se venge ainsi de sa destitution six ans plus tôt. La Dalmatie est ensuite conquise par Odoacre, qui exécute Ovida.